# ياكا ميني
ياكا ميني، أو لا-أك-مي-ني، كان الملكالأشوري الثالث والعشرين من وفقا لقائمة ملوك آشور الذي ذكر فيها أنه السابع من أصل عشرة في القسم الخاص بالملوك المعروفين الأب'" والذي سمي بقائمة ملوك الأسلاف. وكثيرا ما تم تفسيره على أنها قائمة أسلاف الملك الأموريشمشي أدد الأول الذي غزا مدينة آشور. وتذكر قائمة الملوك أنه ابن وخليفة الملك ياكا ميني. وأنه والد يقصورئيل الذي خلفه في الحكم.